# 養浩館庭園
養浩館庭園（ようこうかんていえん）は、福井県福井市宝永3丁目にある日本庭園（大名庭園）。国の名勝に指定されている。

## 概要
養浩館庭園は福井市の中心部にあり、福井城本丸の北約400メートルの場所に位置している。
1922年（大正11年）、敷地内に宝永小学校が建てられた。1945年（昭和20年）7月19日の福井空襲で建物は焼失している。戦後の1947年（昭和22年）には宝永小学校が他所に移転し、跡地には福井市営テニスコートや1950年（昭和25年）から福井県立図書館が存在した。福井県立図書館は1981年（昭和56年）に福井市城東に移転し、2003年（平成15年）に現在地の福井市下馬町に移転している。
2004年（平成16年）には、足羽山から隣接地に新築移転となった福井市立郷土歴史博物館とともに、お泉水公園など周辺の整備が完了した。
米国の日本庭園専門雑誌『数寄屋リビング（ジャーナル・オブ・ジャパニーズ・ガーデニング）』が毎年行っている日本庭園ランキングには、2006年以来登場している。2008年から2010年にかけては3年連続で第3位に選ばれるなど、高い評価がなされている。

## 歴史
- 現在の養浩館庭園の原型にあたるものは、江戸時代に福井藩主松平家の別邸として「御泉水（せんすい）屋敷」「泉水第」（せんすいだい）と呼ばれていた[6]。
- 資料上、確認できる最も古い記述では、1656年（明暦2年）に藩主松平光通の側室が、ここで子息（権蔵、のちの松平直堅）を産んだとされ、遅くともこの頃には御泉水屋敷が存在していた[7]。
- 現在の規模の建物と回遊式林泉庭園が完成したのは1699年（元禄12年）で、その後拡大と縮小を繰り返した。1708年（宝永5年）、藩主松平吉品が御泉水屋敷を改築し、同時に自らの隠居屋敷として敷地を増設した上で新建造物を増築したが、吉品死後に増築部分は縮小されたとされている。
- 1865年(慶応元）6月21日には、前藩主松平春嶽と夫人勇姫が「御泉水屋邸」に入り「月見御座敷」で食事をとったのち、ともに庭園を逍遥したことが記されている[8]。その後に隣接する家老本多修理邸も訪れており、この日のようすを詠んだ漢詩文が残されている[9]。
- 1871年(明治4年)の廃藩置県で、福井城は兵部省の管轄となり、その中に御泉水屋敷も含まれていたが、同年10月、越前松平家によって買い戻され、以後福井における家政の事務所兼迎賓館として機能するようになる。
- 1884年（明治17）8月1日 松平春嶽によって、建物の呼称が「養浩館」と改称された[10]。

## 建物
現在の建物は、戦災で焼失した当時のものを復元したもの。
養浩館は、建築物の全体が池に囲まれていて、一部は、建築物に池の水がかぶさっていたり、建築物の下を池の水が渡っていて、庭園と建築物が具合よくつりあっていて、なじみやすくなるようにできている。
- 御風呂屋伝廊下[11]

軒高　　1文4寸　　
- 御檀　　5寸5分

天井高　9尺4寸5分
軒高　　1文2尺5寸

## 庭園
養浩館は、園池が大規模であったことから、「御泉水屋敷」と呼ばれていた。回遊式の泉水で、亭と橋があり、風趣深く全国から奇石珍木を集めている。池には、多数の鯉などがゆらり泳いでいる。園池のほかに、石組や樹木などに四季折々の趣がある。養浩館は回遊式庭園であるため、その趣を感じながら散策することが可能である。明治時代には、大隈重信など、皇族のみならず、政界・財界・知名の士が来訪し、一般市民には、戦後に公開された。2016年（平成28年）には、アメリカの日本庭園専門誌ジャーナル・オブ・ジャパニーズ・ガーデニングが養浩館の庭園の調査を行い、「2016年日本庭園全国ランキング」で日本庭園第5位に選ばれた。

## ギャラリー
- 養浩館西門
- 船着き場の岩と築山
- 御湯殿
- 檜皮葺の屋根
- 清廉
- 庭園
- 櫛形ノ間

## 関係する人物
- 松平吉品 - 第7代福井藩藩主。養浩館庭園の造営を指示する[12]。
- 山田宗徧 - 作庭の設計をしたと伝えられるが、残存する記録では関与した傍証が無いとされる[13][14]。
- 結城秀康 - 福井藩初代藩主[15]。

## 現地情報

### 所在地
- 福井県福井市宝永3丁目11-36[2]

### アクセス
- JR西日本・ハピラインふくい・えちぜん鉄道・福井鉄道 福井駅から福井県庁（福井城本丸跡）を経由して徒歩約15分
- えちぜん鉄道 新福井駅から徒歩約10分
- 福井鉄道 仁愛女子高校駅から徒歩約10分
- 京福バス
  - 「郷土歴史博物館前」（下り）下車。
  - 「教育センター前」（上り）下車。
  - 「養浩館口・江戸上町」下車。
  - 「城町」下車。
- コミュニティバスすまいる
  - 北ルート（田原・文京方面） 「養浩館口・江戸上町」下車。
- E8 北陸道 福井ICまたは福井北ICより約6km
  - 養浩館庭園専用の駐車場はなく、郷土歴史博物館の駐車場を利用することになる。

## 周辺
- 福井市立郷土歴史博物館
- お泉水公園
- 興宗寺（岩佐又兵衛墓所）
- 福井城跡（福井県庁舎）
  - 福井県庁
  - 福井県警察本部
- 福井県国際交流会館
- 福井地方裁判所
- NHK福井放送局